# Българско училище „Пейо Яворов“ (Милано)
Българското училище „Пейо Яворов“ е училище на българската общност в град Милано, Италия. То носи името на българския поет и революционер Пейо Яворов. Провежда обучение в присъствена, дистанционна и смесена форма на обучение. Училището е включено в списъка на българските неделни училища в чужбина на Министерството на образованието и науката на България. Създадено е през 2014 г. През учебната 2023/2024 г. в него се обучават над 150 деца, като в училището има 18 преподаватели, а директорка на училището е Гергана Христова.

## История
Училището е открито на 12 януари 2014 г., след няколко месеца подготовка. Негова основателка е родената в Дупница Гергана Христова. На 21 септември 2019 г. е открит филиал на училището в град Варезе, който започва с осем деца.

## Ученици
Брой на учениците през учебните години:
- 30 – учебна 2015/2016 г.[7]
- 80 – учебна 2021/2022 г.
- над 150 – учебна 2023/2024 г.[2]